# Клод Вів'є
Клод Вів'є (Claude Vivier, 14 квітня 1948, Монреаль – 7 березня 1983, Париж) — композитор із Квебеку.

## Біографія
Вів'є народився у невідомих батьків у Монреалі. Він був усиновлений у віці трьох років бідною франко-канадською родиною. З 13 років відвідував школи-інтернати, які управляли брати Маріст, релігійний орден, який готував молодих хлопців до покликання у священстві. У 1966 році, у віці 18 років, Вів'є попросили залишити новиціат через «відсутність зрілості». Найраніші його роботи датуються цим періодом.
У 1971—1974 роках навчався в Європі, спочатку у Готфріда Майкла Кеніга в Інституті сонології в Утрехті, а потім у Кельні у Карлхайнца Штокгаузена.
У 1974 році повернувся до Монреаля, де у 1980 була поставлена його перша опера — Kopernikus.
У 1982 році переїхав до Парижа, де в березні 1983 був убитий місцевим бандитом-гомосексуалом.

## Особисте життя
Вів'є був відкритим геєм. Багато його творів, а також вірші, написані в підлітковому віці, відображають прогресивні та гомосексуальні теми.